# Озъяг
 Озъяг — посёлок в Усть-Куломском районе Республики Коми в составе сельского поселения Кужба.

## География
Расположен на правом берегу реки Вычегда на расстоянии примерно 18 км по прямой от районного центра села Усть-Кулом на северо-запад.

## История
Отмечался на топокартах 1940-х годов, официально зарегистрирован в 1957 году. Население составляло 718 человек (1970), 661(1989), 653 (1995).

## Население
Постоянное население составляло 538 человек (коми 62 %, русские 30 %) в 2002 году, 496 в 2010.